# Janet Travell
Janet Travell, född 1901, död 1997, var en amerikansk läkare och forskare. Hon var livläkare åt de amerikanska presidenterna John F. Kennedy och Lyndon B. Johnson och har gått till historien som den första kvinnan som var livläkare åt en amerikansk president. Travell har sammanfattat sitt liv och sin karriär i sin självbiografi Office hours day and night.

## Forskning
Som forskare är Travell mest känd för sin hypotes om triggerpunkter. Hypotesen innebär att det finns små ömma ställen i musklerna som har unika egenskaper och som spelar en nyckelroll för uppkomsten av kronisk muskelsmärta. Travell kallade de ömma ställena triggerpunkter därför att de var små som "punkter" och därför att patientens smärta utlöstes, triggades när hon tryckte på det ömma stället.
Tillsammans med professor David Simons skrev hon det omfångsrika verket Myofascial pain and dysfunction: The trigger point manual där forskning och observationer kring triggerpunkter sammanfattades. Verket blev mycket uppmärksammat och har blivit tongivande för ett paradigm inom smärt- och rehabiliteringsmedicinen som söker förklara kroniska smärttillstånd i musklerna utifrån triggerpunktskonceptet. Hypotesen är dock kontroversiell och har aldrig blivit helt erkänd inom medicinen.
Travell uppfann flera behandlingsmetoder som avsågs kunna "inaktivera" triggerpunkter, bland annat så kallade triggerpunktsinjektioner som innebär att lokalanestetika injiceras i de ömma punkterna. Hon var entusiastisk över sina behandlingsmetoder och ansåg att de var mycket effektiva i att bota och lindra kronisk smärta. Idag är behandlingar som utgår från Travells metodik populära världen över, både inom den etablerade medicinen och inom alternativmedicinen. Effekten av behandlingarna har dock inte kunnat säkerställas i vetenskapliga studier.